# Vlag van Lot

Vlag van Lot

De vlag van Lot is de niet-officiële vlag van het Franse departement Lot. Net als de meeste andere departementen van Frankrijk heeft Lot geen officiële vlag, maar wordt de hier rechts afgebeelde vlag op niet-officiële wijze gebruikt. De vlag is afgeleid van het wapen van dit departement.
De vlag heeft een rijke heraldische betekenis en toont de volgende elementen:
1. Rode achtergrond:
  - Het rode veld symboliseert historische en traditionele banden met de regio Occitanië.
2. Een stenen brug met vijf torens:
  - In het midden van de vlag staat een gestileerde witte stenen brug met vijf bogen, bekroond door vijf torens. Dit verwijst naar een iconisch bouwwerk in het departement, de Pont Valentré in Cahors, de hoofdstad van het departement. De oude stad is gebouwd in een lus van de rivier de Lot.
3. Gouden fleur-de-lis:
  - Boven de torens staan vijf gouden fleur-de-lis afgebeeld, symbool voor de Franse monarchie en de historische verbondenheid met Frankrijk.
4. Blauwe golven aan de onderkant:
  - Onder de brug zijn blauwe golvende lijnen te zien, die de rivieren in de regio vertegenwoordigen, met name de rivier de Lot, die vroeger erg belangrijk was voor handelswaar.

Deze vlag combineert symbolen van natuurlijke en historische kenmerken van het departement Lot, waaronder de rivier en een beroemde brug, en verbindt deze met de traditionele Franse heraldiek.
Naast deze vlag is er een logovlag in gebruik.

Logovlag